# Jean Wiéner
Pour les articles homonymes, voir Wiener.
Jean Wiéner (aussi écrit Wiener), né le 19 mars 1896 à Paris 17e où il est mort le 8 juin 1982 dans le 9e arrondissement, est un compositeur et pianiste français. Il est l'auteur de plus de 350 musiques de film pour le cinéma et la télévision ainsi que d'œuvres de musique classique. À partir des années 1920, il compose des morceaux de jazz, notamment pour son duo formé avec Clément Doucet. Dans les années 1960, il est notoirement célèbre pour avoir composé et interprété les illustrations sonores au piano des films muets télévisés lors de l'émission Histoires sans paroles. Parmi ses trois enfants, on compte l'actrice et chanteuse Élisabeth Wiener.

## Biographie
D'abord autodidacte, il se lie d'amitié avec Gabriel Fauré jouant à quatre mains avec lui. Sur ses conseils il entre au Conservatoire de musique et de déclamation à Paris où il est l'élève d'André Gedalge et dont il sort en 1914. Grâce au pianiste Yves Nat, il découvre la musique afro-américaine, qu'il s'attache à faire connaître pendant l'entre-deux-guerres. En 1920 il est pianiste au bar Gaya,, qui en décembre 1921, changeant d'adresse, devient Le Bœuf sur le toit. En 1920, il donne avec Jane Bathori son premier concert. De 1921 à 1925, il propose à la salle Gaveau, au théâtre des Champs-Élysées et à la Salle des Agriculteurs située alors 8, rue d'Athènes ses concerts salade, pour promouvoir la musique nouvelle de Darius Milhaud, Francis Poulenc, Igor Stravinsky et Manuel de Falla. Il a d'ailleurs fréquenté plusieurs compositeurs célèbres dont Ravel et Stravinsky. 
Jusqu'à la Seconde Guerre mondiale, il compose de nombreux morceaux pour piano, et connaît un grand succès dans les music-halls d'Europe au sein du duo de pianos "Wiéner et Doucet", qui mêle musique classique et jazz. À la mort prématurée de Clément Doucet en 1950, il se consacre à la composition, notamment de musique de film. Il a, entre autres, créé la musique du générique de l'émission de télévision de la future ORTF Histoires sans paroles (sur la base d'une musique originale intitulée Chicken Reel (en) de Joseph M. Daly) dont il accompagnait les extraits de films muets par une musique improvisée.
Jean Wiéner a eu trois enfants : Maud Wiener (1918-2001), Stéphane Wiener, devenu altiste, et de son second mariage avec Suzanne de Troye, l'actrice et chanteuse Élisabeth Wiener.
Il a également été ami avec Jean-Claude Vannier, qui était très impressionné par son travail. Il vivait dans le 18è arrondissement.
Jean Wiéner a publié ses mémoires en 1978 sous le titre Allegro appassionato.

## Concerts Jean Wiéner
Dans les années 1920-1925 Jean Wiéner est organisateur de concerts. Les Concerts Jean Wiéner (avec un accent sur le « e »), nommés aussi Concerts salade par lui-même en raison de leur éclectisme présentent en particulier la musique nouvelle française (le Groupe des Six dont son ami Darius Milhaud), la Seconde école de Vienne, de la musique russe ou encore la musique d'Erik Satie.
Voici les programmes de quelques-uns des concerts qui eurent lieu au Théâtre des Champs-Élysées.

### Premier Concert: Milhaud
Théâtre des Champs-Élysées le jeudi 23 novembre 1922 à 21 heures, programme Darius Milhaud :
- Première symphonie, « le Printemps » (1917) pour 9 instruments par la Société Moderne d’Instruments à Vent.
- Trois Rag-caprices pour piano (1922), en première audition par Jean Wiéner
- Le Retour de l’Enfant Prodigue (1917), cantate en 5 parties pour 5 voix et 21 instruments d’André Gide, première audition avec Jane Bathori, André de Groote, Léopold Braconi, Maurice Weygandt, Georges Valmiet, le Quatuor Capelle, le Quatuor Andolfi et la Société Moderne d’Instruments à Vent sous la direction de Darius Milhaud.

### Deuxième Concert: Schönberg/Webern
Théâtre des Champs-Élysées le jeudi 14 décembre 1922 à 21 heures, programme Schönberg-Webern sous la direction de Darius Milhaud :
- Cinq pièces pour quatuor à cordes d’Anton Webern, première audition par le quatuor Pro Arte (M. Onnou, Halluex, Prévost et Mass).
- Six petites pièces pour piano d’Arnold Schönberg par Jean Wiéner
- Pierrot Lunaire, mélodrame en 21 parties d’Arnold Schönberg, Marya Freund et M. Fleury, Delacroix, Roelens, Feuillard et Jean Wiéner
- Les hirondelles, valse de Josef Strauss par Jean Wiéner.

### Troisième concert: Stravinsky
Théâtre des Champs-Élysées le mardi 26 décembre 1922 à 21 heures. Programme Strawinsky sous la direction d’Ernest Ansermet :
- Symphonie pour instruments à vent, à la mémoire de C. A. Debussy, première audition à Paris, par la Société Moderne d’Instruments à Vent.
- Petrouchka, sonate pour piano, 1re audition, par Jean Wiéner.
- Concertino pour quatuor à cordes, par le quatuor Pro Arte.
- Mavra, 1re audition en concert, livret de Boris Kochno, version française de Jacques Larmanjat. Avec Mmes Madeline Caron, de l’Opéra Comique, Monfort, de l’Opéra et Morère, M. Maurice Weynandt et La Société Moderne d’Instruments à Vent.

### Quatrième concert: Satie/Poulenc
Théâtre des Champs-Élysées le jeudi 4 janvier 1923 à 21 heures, programme Satie-Poulenc :
- Sonate pour clarinette et basson, première audition, de Francis Poulenc par M. Cahuzac et Hermans.
- Impromptus pour piano de Francis Poulenc par Jean Wiéner.
- Socrate, drame symphonique en 3 parties sur des dialogues de Platon d’Erik Satie par Mme Balguerie et l’orchestre sous la direction d’André Caplet.
- Nocturne no 4, puis les Descriptions automatiques d’Erik Satie par Jean Wiéner.
- Sonate pour cor, trompette et trombone de Francis Poulenc en première audition par M. Entraigues, Foveau et Tudesq.

### Cinquième concert
Théâtre des Champs-Élysées le lundi 29 janvier 1923 à 21 heures :
- Sonate pour piano et violon de Germaine Tailleferre par Germaine Tailleferre et Robert Soetens.
- Le Chant du Rossignol d’Igor Stravinsky sur Pleyela.
- Sonatine pour flûte et piano de Darius Milhaud par Jean Wiéner et Louis Fleury.
- Sonatine de Georges Auric, première audition, par Jean Wiéner.
- Quatuor à vent de Rossini par la Société Moderne d’Instruments à Vent (M. Fleury, Cahuzac, Entraigues et Dhérin).

### Salle des Agriculteurs
Voici les programmes de quelques-uns des  concerts qui se tinrent à la Salle des Agriculteurs.
- Premier Concert à la Salle des Agriculteurs, 8 rue d’Athènes, le 6 décembre 1921. Le Billy Arnold’s Novelty Jazz band.
- Deuxième concert à la Salle des Agriculteurs. (?).
- Troisième Concert Jean Wiéner à la Salle des Agriculteurs, 8 rue d’Athènes, le vendredi 21 décembre 1924.Programme Erik Satie. Marcelle Meyer, Jane Bathori, Erik Satie et Jean Wiéner ont donné des pièces d’Erik Satie sur piano Pleyel.

## Filmographie (musique de films)
- 1922 : La Femme de nulle part de Louis Delluc
- 1932 : L'Âne de Buridan d'Alexandre Ryder
- 1933 : Une vie perdue de Raymond Rouleau et Alexandre Esway
- 1933 : L'Homme à l'Hispano de Jean Epstein
- 1933 : Knock de Roger Goupillières et Louis Jouvet
- 1934 : Les Affaires publiques de Robert Bresson
- 1934 : Le Paquebot Tenacity de Julien Duvivier
- 1934 : L'Aventurier de Marcel L'Herbier
- 1934 : Maria Chapdelaine de Julien Duvivier
- 1935 : Le Clown Bux de Jacques Natanson
- 1935 : Le Voyage imprévu de Jean de Limur
- 1935 : La Bandera de Julien Duvivier, d'après Pierre Mac Orlan
- 1935 : L'Équipage d'Anatole Litvak
- 1935 : Runaway Ladies
- 1936 : Rose de Raymond Rouleau
- 1936 : L'Homme sans cœur
- 1936 : Le Crime de Monsieur Lange de Jean Renoir
- 1936 : La Garçonne de Jean de Limur
- 1936 : Quand minuit sonnera de Léo Joannon
- 1936 : Les Bas-fonds de Jean Renoir
- 1937 : Vive la vie
- 1937 : L'Homme du jour de Julien Duvivier
- 1937 : Une femme sans importance de Jean Choux
- 1937 : Nuits de feu de  Marcel L'Herbier
- 1938 : La Femme du bout du monde
- 1939 : Le Dernier Tournant de Pierre Chenal
- 1940 : L'Or du Cristobal de Jean Stelli
- 1942 : L'Épouvantail de Paul Grimault
- 1943 : Les Passagers de la Grande Ourse de Paul Grimault
- 1943 : Untel père et fils de Julien Duvivier
- 1943 : Le Voyageur de la Toussaint de Louis Daquin
- 1943 : Madame et le Mort de Louis Daquin
- 1944 : Le Voleur de paratonnerres de Paul Grimault
- 1945 : Le Père Goriot de Robert Vernay d'après Honoré de Balzac
- 1945 : La Fille aux yeux gris de Jean Faurez
- 1946 : Le Capitan  de Robert Vernay d'après Michel Zévaco
- 1946 : Impasse de Pierre Dard
- 1946 : Patrie, de Louis Daquin
- 1946 : Il suffit d'une fois
- 1946 : Macadam de Marcel Blistène
- 1946 : Panique de Julien Duvivier
- 1947 : Zanzabelle à Paris de Ladislas Starewitch
- 1947 : Contre-enquête de Jean Faurez
- 1947 : Pour une nuit d'amour de Edmond T. Gréville
- 1947 : Le diable souffle de Edmond T. Gréville
- 1948 : Les Frères Bouquinquant de Louis Daquin
- 1948 : La Carcasse et le Tord-cou de René Chanas
- 1949 : Le Point du jour de Louis Daquin
- 1949 : Staline, l'homme que nous aimons le plus texte de Paul Eluard
- 1949 : Rendez-vous de juillet de Jacques Becker
- 1950 : Ce siècle a cinquante ans de Denise Tual, Roland Tual et Werner Malbran
- 1950 : Un sourire dans la tempête de René Chanas
- 1951 : L'Herbe à la Reyne
- 1951 : Maître après Dieu de Louis Daquin
- 1951 : Sous le ciel de Paris de Julien Duvivier
- 1953 : Les Poussières de Georges Franju
- 1953 : Je suis un mouchard de René Chanas
- 1953 : Le Chemin de l'étoile de Jean Mousselle (court métrage)
- 1954 : Paris mon copain, court métrage de Pierre Lhomme
- 1954 : Station 307
- 1954 : Touchez pas au grisbi de Jacques Becker
- 1954 : La rafle est pour ce soir de Maurice Dekobra
- 1954 : La Soupe à la grimace de Jean Sacha
- 1955 : Le Comte de Monte-Cristo de Robert Vernay
- 1955 : Sur le banc de Robert Vernay
- 1955 : Le Rendez-vous des quais de Paul Carpita
- 1955 : New York ballade de François Reichenbach
- 1955 : Futures Vedettes de Marc Allégret
- 1956 : Voici le temps des assassins de Julien Duvivier
- 1956 : La vie est belle de Roger Pierre et Jean-Marc Thibault
- 1956 : Les Lumières du soir de Robert Vernay
- 1957 : Notre-Dame, cathédrale de Paris de Georges Franju
- 1957 : Pot-Bouille de Julien Duvivier d'après Émile Zola
- 1958 : Le Septième Ciel de Raymond Bernard
- 1958 : Ni vu, ni connu de Yves Robert
- 1958 : Sois belle et tais-toi de Marc Allégret
- 1959 : La Création du monde de Eduard Hofman
- 1959 : La Femme et le Pantin de Julien Duvivier d'après Pierre Louÿs
- 1959 : Mademoiselle Ange (Ein Engel auf Erden) de Géza von Radványi
- 1959 : Arrêtez le massacre d'André Hunebelle
- 1960 : La Revenante
- 1960 : Pantalaskas de Paul Paviot
- 1960 : Au voleur !
- 1961 : Les Démons de minuit de Marc Allégret et Charles Gérard
- 1961 : Les Bras de la nuit de Jacques Guymont
- 1962 : Rue du Havre de Jean-Jacques Vierne
- 1962 : Quatrevingt-treize (téléfilm) de Alain Boudet
- 1964 : Courbet, l'homme à la pipe
- 1964 : La Montre en or (téléfilm)
- 1964 : Le Commandant Watrin (téléfilm de Jacques Rutman)
- 1965 : Les Comédiens dans la ville neuve
- 1965 : Le Tigre se parfume à la dynamite de Claude Chabrol
- 1965 : Merlusse (téléfilm)
- 1966 : Au hasard Balthazar de Robert Bresson
- 1966 : À la belle étoile
- 1967 : Révolution d'octobre
- 1967 : Les Filous de Jacques Colombat (court métrage)
- 1967 : Le Golem de Jean Kerchbron  (téléfilm)
- 1967 : Mouchette de Robert Bresson
- 1968 : Benjamin ou les Mémoires d'un puceau de Michel Deville
- 1969 : Dieu a choisi Paris de Gilbert Prouteau et Philippe Arthuys
- 1969 : Une femme douce de Robert Bresson
- 1970 : La Faute de l'abbé Mouret de Georges Franju
- 1970 : Le Petit Théâtre de Jean Renoir de Jean Renoir (téléfilm)
- 1970 : Reportage sur un squelette ou Masques et bergamasques, (téléfilm)
- 1971 : La Cavale de Michel Mitrani
- 1972 : Les Gens de Mogador  de Robert Mazoyer (téléfilm)
- 1973 : Féminin-féminin de Henri Calef
- 1975 : Voyage avec un âne dans les Cévennes (TV)
- 1976 : Duelle de Jacques Rivette
- 1976 : Les Roses de Manara (téléfilm)
- 1977 : Inutile d'envoyer photo (téléfilm)
- 1982 : Lettres d'amour en Somalie de Frédéric Mitterrand
- 1982 : Le Crime d'amour de Guy Gilles

## Œuvres classiques
- 1910 : Mélodies sur des poèmes de Verlaine, Maiterlinck, Geraldy, Francis Jammes, Heinrich Heine)
- 1912 : Psaume 126
- 1920 : Dancing Etude (2 Fables de Florian) pour Piano
- 1923 : Sonatine Syncopée
- 1923 : Concerto Franco-Américain (commande[11] de la princesse Edmond de Polignac)
- 1924 : Suite Piano-Violon
- 1924 : 3 Blues Chantés
- 1925 : Sonatine
- 1924 : Musiques sur des poèmes de Jean Cocteau
- 1925 : Sonate no 1 pour Piano
- 1928 : Deuxième Sonatine pour Piano
- 1929 : Cadences pour Piano et Orchestre
- 1941 : Trois Chants (S. Blondin)
- 1943 : Lamento pour les Enfants Assassinés, pour Piano et Orchestre
- 1947 : Quatre Petites Pièces Radiophoniques pour Piano
- 1947 : Riz et Jeux pour Piano et Alto
- 1948 : Psaume de la Quarantaine
- 1953 : Légendes Dorées pour Petit Orchestre et Voix (Yvette Guilbert)
- 1955 : Chantefables (sur des poèmes de Robert Desnos), Chant et Piano
- 1956 : Victoire de l'Homme, pièce pour Orchestre
- 1957 : Chantefleurs (sur des poèmes de Robert Desnos), Chant et Piano
- 1957 : Suites à Danser, sur un thème, pour Orchestre
- 1961 : Petite Musique Pour Commencer Bien Sa Journée, pour Orchestre
- 1962 : Orchestration pour l'Ouverture La Jolie Parfumeuse de Jacques Offenbach
- 1964 : Concerto pour Accordéon
- 1966 : Concerto pour Deux Guitares et Orchestre
- 1968 : Sonate pour Violoncelle et Piano (à Mstislav Rostropovitch)
- 1968 : Troïka Moscovite, pour Trompette et Piano
- 1970 : Concerto pour Orchestre et Piano Principal
- 1971 : Chant pour les Morts en Montagne
- 1973 : Sonate "sans nom" pour piano
- 1973 : Albertine Sarrazin
- 1974 : Sonate pour Piano "démodée" à la mémoire de Darius Milhaud
- 1974 : La Dernière Nuit (sur un poème d'Eluard) pour Orchestre et Chœur
- 1981 : Trois moments de musique

(source : Catalogue de l'auteur communiqué par Pierre Cornevin)

## Musique au théâtre
- 1961 : Louisiane de Marcel Aymé, mise en scène André Villiers, Théâtre de la Renaissance
- 1962 : Johnnie Cœur de Romain Gary, mise en scène François Périer, Théâtre de la Michodière
- 1965 : Les Bargasses de Marc'O, mise en scène Marc'O, Théâtre du Studio des Champs-Elysées
- 1973 : Au théâtre ce soir : Le Million de Georges Berr et Marcel Guillemaud, mise en scène Francis Morane, réalisation Georges Folgoas, Théâtre Marigny
- 1954 : Les Mystères de Paris d'Albert Vidalie, mise en scène Jean-Pierre Grenier
- 1970 : Poèmes mécaniques de Jean Dorville, partition musicale de Jean Wiener, auditorium de Levallois-Perret

## Comédien
- 1973 : Au théâtre ce soir : Le Million de Georges Berr et Marcel Guillemaud, mise en scène Francis Morane, réalisation Georges Folgoas, Théâtre Marigny
- 1978 : Le Mystérieux Docteur Cornélius

## Hommages à Jean Wiéner
- L'école de musique de Bobigny porte le nom de Conservatoire Jean Wiéner[12].
- L'école de Musique Jean-Wiéner (Conservatoire à Rayonnement Intercommunal) est située à Échirolles/Pont-de-claix dans l'agglomération de Grenoble[13].
- Les conservatoires de Musique Jean Wiener de Saint-Dizier, Pont-à-Mousson, Vénissieux, Intercommunale de Chartres de Bretagne, Noyal-Châtillon sur Seiche et Saint-Jacques-de-la-Lande, portent également son nom[14],[15],[16],[17].
- En 1992, à l’occasion des dix ans de la disparition de Jean Wiéner, Alain Duault lui consacre son émission Musicales sur FR3. Sa fille Élisabeth Wiener y interprète "Les Dollars de la Louisiane", une chanson mise en musique par Jean Wiéner et accompagnée par le pianiste et ami de son père Pierre Cornevin.
- En 2006, Olivier Bernager, dans son émission Ouvert La Nuit (sur France Musique), reçoit Pierre Cornevin à propos de ses souvenirs et de l'amitié qui le lia à Jean Wiéner depuis 1946 jusqu’à la disparition de ce dernier.
- En 2007 Hommage à Jean Wiéner intitulé "Concert fleuve en inventaire à la Prévert".
- Pierre Charvet a consacré son émission sur France Musique « Du Côté de chez Pierre », à Jean Wiéner, son amitié avec Man Ray et Erik Satie.
- Une rue portant son nom se trouve à Colombes, 92700, France.

## Iconographie
- Wiéner et Doucet, affiche lithographique de Paul Colin, 1925, Victoria and Albert Museum, Londres[18].